# Kabinett Katsura III
Das 3. Kabinett Katsura (jap. 第三次桂内閣, dai-sanji Katsura naikaku) regierte Japan unter Führung von Premierminister Katsura Tarō vom 21. Dezember 1912 bis 20. Februar 1913.
| Amt                                    | Name                              | Kammer (Wahlkreis) | Fraktion |
| -------------------------------------- | --------------------------------- | ------------------ | -------- |
| Premierminister                        | Katsura Tarō                      |                    |          |
| Außenminister                          | Katsura Tarō bis 29. Januar 1913  |                    |          |
| Außenminister                          | Katō Takaaki bis 20. Februar 1913 |                    |          |
| Innenminister                          | Ōura Kanetake                     |                    |          |
| Finanzminister                         | Watatsuki Reijirō                 |                    |          |
| Heeresminister                         | Kigoshi Yasutsuna                 |                    |          |
| Marineminister                         | Saitō Makoto                      |                    |          |
| Justizminister                         | Matsumurō Itaru                   |                    |          |
| Kultusminister                         | Shibata Kamon                     |                    |          |
| Minister für Landwirtschaft und Handel | Nakakōji Ren                      |                    |          |
| Minister für Kommunikation             | Gotō Shimpei                      |                    |          |

## Andere Positionen
| Amt                        | Name            |
| -------------------------- | --------------- |
| Chefkabinettssekretär      | Egi Tasuku      |
| Leiter des Legislativbüros | Ichiki Kitokurō |